# Crush (韓国の歌手)
Crush（クラッシュ、크러쉬、1992年5月3日 - ）は、韓国の歌手。本名は申孝燮（シン・ヒョソプ、신효섭）。

## 来歴
- 2012年12月7日、シングル『Red Dress』でデビュー[2]。
- 2014年、ドラマ『大丈夫、愛だよ (괜찮아, 사랑이야)（英語版）』のサウンドトラックに参加。
- 2015年、Gaon Singles Chart（英語版） で、Zion.Tとのコラボレーション曲『それだけで (그냥)』が1位になった[3]。Mnet Asian Music Awardsのベストコラボレーション＆ユニットを受賞。
- 2016年、少女時代のテヨンをフィーチャリングしたシングル『忘れないでください (잊어버리지마)』を発売[4]、SHOW CHAMPIONで1位になった[5]。

## ディスコグラフィー

### アルバム
- Crush on You（2014年）
- From Midnight To Sunrise（2019年12月5日）
- wonderego (2023年11月14日)

### EP
- Interlude（2016年5月）[6]
- Wonderlust（2016年10月）
- wonderlost（2018年7月13日）

### シングル
- Red Dress（2012年12月7日）
- Crush On You（2013年2月14日）Crush feat.Swings
- 어디 갈래 (君は何処に行きたいの）（2013年）Crush feat.Taewan and Garie
- 가끔 (時々)（2014年4月2日）
- Hug Me（2014年）Crush feat. Gaeko
- Whatever You Do（2014年）Crush feat. Gray
- 잠 못드는 밤 (Sleepless Night) （2014年）Crush feat. Punch
- SOFA（2014年10月30日）
- 그냥 (それだけで)（2015年）Crush & Zion.T
- Oasis（2015年7月9日）Crush feat. Block B's Zico
- 잊어버리지마 (忘れないでください) （2016年1月22日）Crush feat.テヨン
- 9 to 5（2016年）Crush feat. Gaeko
- woo ah (우아해)（2016年）
- SKIP（2016年8月24日）Crush & Han Sang Won
- Outside（2017年6月30日）
- 마지막 축제 (With Band Wonderlust)（2017年9月1日）
- 내 편이 돼줘（2017年12月19日）
- 잊을만하면（2018年5月3日）
- 덕후의 상상은 현실이 된다 Special（2018年5月23日）
- 넌 (none)（2018年10月17日）
- Lay Your Head On Me（2018年11月16日）
- Y（2019年8月9日）FANXY CHILD名義
- 나빠(NAPPA)（2019年8月28日）
- I Wanna Be Yours（2019年10月31日）Pink Sweat$, Crush
- DIGITAL LOVER（2020年2月20日）
- homemade 1（2020年05月20日）Feat. Joy of Red Velvet
- Rush Hour (Feat. j-hope of BTS)（2022年9月22日）

### OST
- 잠 못드는 밤 (Feat. Punch) -「大丈夫、愛だ」OST Part 3（2014年8月6日）
- Beautiful -「トッケビ～君がくれた愛しい日々～」OST Part 4（2016年12月17日）
- 둘만의 세상으로 가 -「愛の不時着」OST Part 10（2020年2月9日）
- 어떤 말도 -「梨泰院クラス」OST Part 11 （2020年3月7）
- 미안해 미워해 사랑해 -「涙の女王」OST Part.4 （2024年3月24日）

## 受賞歴
- Mnet Asian Music Awards
  - ベストコラボレーション＆ユニット（2015年）Crush & Zion.T
- SHOW CHAMPION
  - チャンピオンソング（2015年2月11日） - 「それだけで (그냥)」Crush & Zion.T
  - チャンピオンソング（2016年1月22日、27日） - 「忘れないでください (잊어버리지마)」Crush with テヨン)
- ショー!K-POPの中心
  - 2015年2月14日 1位（「それだけで (그냥)」Crush & Zion.T）